# Hīnakipākau-o-te-rupe
Na tradição maori, Hīnakipākau-o-te-rupe foi uma das grandes canoas oceânicas usadas nas migrações que se estabeleceram na Nova Zelândia .
De acordo com a tradição, dois visitantes, Hoaki e Taukata, chegaram na canoa Hīnakipākau-o-te-rupe de Hawaiki, trazendo kao ( kūmara, ou batata doce, seca) que eles deram para Toi,  dito ser um dos primeiros grandes exploradores polinésios.